# Fokker V.1
El Fokker V.1 era un pequeño prototipo de avión de combate experimental alemán construido en 1916 por el Fokker-Flugzeugwerke. Con un ala en parasol, fue el primer avión de Fokker supuestamente diseñado por Reinhold Platz —los papeles respectivos desempeñados por el propio Fokker, Platz y posiblemente otros en el diseño conceptual de los aviones de Fokker son objeto de controversia entre los historiadores— y fue un experimento temprano en la construcción de alas en voladizo, eliminando los alambres de refuerzo típicos del diseño de los aviones de la época, algo que ya se había logrado con los materiales metálicos en los pioneros Junkers J 1 de Hugo Junkers en 1915.

## Diseño
La principal innovación de Fokker V.1 fueron sus alas en voladizo sin abrazar. Estas se construyeron alrededor de un par de vigas-caja de madera, cuyos miembros superiores e inferiores se construyeron a partir de varias tiras finas de pino, con mallas de madera contrachapada de abedul que se conectan entre sí. Toda el ala  estaba cubierta de madera contrachapada, una innovación probablemente sugerida a Fokker por un ingeniero aeronáutico sueco, Villehad Forssman, que había diseñado anteriormente uno de los primeros aviones militares multimotores de Alemania; la superficie lisa, el grueso perfil aerodinámico y la forma en planta cónica del ala superior del V.1 le daban un aspecto notablemente moderno. La profundidad del larguero necesaria para una resistencia adecuada requería un ala cuyo grosor de base fuera de alrededor del 20% de la cuerda, en contraste con un valor típico de alrededor del 6% para los aviones de la época y del 12 al 15% para los aviones modernos de rendimiento comparable. Los largueros del ala superior eran paralelos, pero los del ala inferior convergían para encontrarse en las puntas de las alas. La intención de esto era proporcionar un hueco para el montaje de un tren de rodaje retráctil en una fecha posterior. Los alerones se colocaban solo en el ala superior y eran inusuales en el sentido de que toda la punta del ala era un componente separado, y se giraba, al igual que el Blériot VIII francés de 1908, para proporcionar una superficie de control. Para satisfacer el deseo de Platz de tener un avión aerodinámicamente limpio, todos los accionamientos de control estaban ocultos dentro del ala, de modo que no había instrumentos de control que creasen resistencia. El ala superior estaba montada sobre un sistema de puntales de cabina que consistía en un par de trípodes de tubo de acero entre el fuselaje y la columna principal y un par de puntales de acero conectados a la columna de popa, todos ellos básicamente similares al diseño de los puntales de cabina de los descendientes de los aviones Fokker D.VI y Fokker D.VII de diseño Platz 
-cada uno de los cuales también utilizaba un puntal interplanos de diseño en  N por cada lado - y un puntal de suspensión de paracaídas de acero monopunto de la serie D.VIII de Fokker D.VIII descendente de la V.1. A diferencia de los posteriores D.VI y D.VII, no existían puntales interplanos en las áreas exteriores de los paneles de las alas del V.1. Dado que Platz estaba utilizando un novedoso y grueso perfil, muy parecido al del contemporáneo monoplano metálico Junkers J 1 con alas en voladizo del que fue pionero casi un año antes, no estaba seguro de la incidencia correcta para el ala con respecto al fuselaje. Al carecer de un túnel de viento, lo hizo ajustable durante el vuelo.
La estructura del fuselaje era la viga de la caja de sección rectangular de Fokker, fabricada a partir de tubos de acero soldados. Este se encerraba dentro de molduras circulares de madera con largueros longitudinales y se cubría con tela. Las superficies de la cola eran totalmente móviles, sin aleta fija ni estabilizador horizontal. La aeronave estaba propulsada por un motor rotativo Oberursel U.I de 75 kW (100 CV).
En el caso del V.1, la V no representaba a Versuchs (experimental), sino a Verspannungslos (literalmente "sin puntales"), o cantilever. El avión era tan pequeño que fue apodado "Floh" o pulga, como un prototipo de fuselaje de la época, igualmente pequeño y construido por DFW.

## Variantes
La práctica de Fokker era desarrollar variantes con motores rotativos y en línea de los diseños de la empresa. En consecuencia, se construyó un segundo avión similar propulsado por un Mercedes D.II de 120 CV (90 kW) , el Fokker V.2 . La aeronave se diferenció principalmente en tener un área de ala aumentada para compensar el peso incrementado del motor y la estructura abierta de forma en línea Albatros D.III , superficies de cola convencionales cubiertas de tela.

## Especificaciones
Datos de

### Características generales
- Tripulación: Uno
- Longitud: 5.64 m (18 pies 6 pulg.)
- Envergadura superior: 8.00 m (26 pies 3 pulgadas)
- Envergadura inferior: 5,56 m (18 pies 3 pulg.) (Dimensiones lineales escaladas desde el dibujo).
- Central de potencia: Un motor Oberursel U.1, 75 kW (100 CV)